# 3-й армейский корпус (ВСЮР)
3-й армейский корпус — общевойсковое соединение (корпус) Белой армии в составе Вооружённых сил Юга России в ходе Гражданской войны в России в 1918−1920 гг.

## 3-й армейский корпус первого формирования
Сформирован в Добровольческой армии 15 ноября 1918 года. 
Командир корпуса — генерал-лейтенант В. П. Ляхов (15 ноября 1918 — 10 января 1919).
Начальник  штаба — генерал-майор Е. В. Масловский (19 ноября 1918 — 1 февраля 1919).
Корпус сформирован в Добровольческой армии 15 (28) ноября 1918 года Состав:
- 1-я Кубанская пластунская бригада полковника Я. А. Слащёва
- 2-я Кубанская пластунская бригада генерал-майора А. А. Геймана
- 1-я Кавказская казачья дивизия генерал-майора А. Г. Шкуро
- Черкесская конная дивизия Султана Клыч-Гирея

3-й АК расформирован 10 января 1919 года.

## 3-й армейский корпус второго формирования
Вторично корпус сформирован 22 мая 1919 года на базе Крымско-Азовской Добровольческой армии. Состав корпуса на момент вторичного формирования: 
- 4-я пехотная дивизия генерал-майора Я. А. Слащёва
- Отдельная кавалерийская бригада (19 июня 1919 года переформирована в 2-ю кавалерийскую дивизию ВСЮР, 19 июля 1919 года исключена из состава корпуса, кроме 2-го Таманского казачьего и Сводно-драгунского полков.

К  5 июля 1919 года 3-й АК насчитывал 7693 чел. (в т.ч. 751 офицера, нижних чинов:  4497 строевых, 980 вспомогательных и 1465 нестроевых).
20 августа 1919 года на его основе были развернуты Войска Новороссийской области.
Командиры корпуса:
- генерал-лейтенант С. К. Добророльский (врид; 28 мая — 10 июля 1919 года)
- генерал-лейтенант Н. Н. Шиллинг (10 июля — 26 августа 1919 года)

## 3-й армейский корпус третьего формирования
Вновь (в третий раз) сформирован 6 декабря 1919 в составе: 
- 13-я пехотная дивизия (ВСЮР)
- 34-я пехотная  дивизия (ВСЮР)

В начале 1920 3-й АК включал также Славянский стрелковый, 1-й Кавказский стрелковый (около 100 штыков), Чеченский сводный (около 200 шашек) полки.

## Крымский корпус
В январе 1920 года корпус отошел в Крым с целью его обороны и, включив в свой состав находившиеся там части, стал именоваться Крымским корпусом. Ему придавалась конница В. И. Морозова.

## Командный состав
Командиры корпуса:
- генерал-лейтенант С. К. Добророльский (врид; 28 мая — 10 июля 1919 года)
- генерал-лейтенант Н. Н. Шиллинг (10 июля — 26 августа 1919 года)
- генерал-майор Я. А. Слащёв (с 6 декабря 1919 года).

Начальник штаба корпуса: генерал-майор В. В. Чернавин (31 мая — 19 августа 1919 года).
Инспекторы артиллерии корпуса: 
- генерал-майор М. Н. Папа-Фёдоров (27 июня — 15 октября 1919 года),
- генерал-майор М. С. Росляков (с 14 декабря 1919 года).

## 3-й армейский корпус четвёртого формирования
Последний (четвёртый раз) 3-й АК сформирован в Русской армии генерал-лейтенанта барона П. Н. Врангеля 4 сентября 1920 года в составе 2-й армии. Корпус включал: 
- 6-ю пехотную дивизию
- 7-ю пехотную дивизию
- Отдельный батальон немецких колонистов.

После неудачного окончания наступательной операции в Северной Таврии и отступления в Крым 3-й АК расформирован с передачей 6-й пехотной дивизии во 2-й армейский корпус, а 7-й пехотной дивизии в Кубанский корпус.